# Aspilota shannoni
Aspilota shannoni är en stekelart som beskrevs av Fischer 1969. Aspilota shannoni ingår i släktet Aspilota och familjen bracksteklar. Inga underarter finns listade.